# Histoire des enclaves de Baerle
Vous pouvez aider à l'améliorer ou bien discuter des problèmes sur sa page de discussion.
- Il ne cite pas suffisamment ses sources. Vous pouvez indiquer les passages à sourcer avec {{référence nécessaire}} ou {{Référence souhaitée}}, et inclure les références utiles en les liant aux notes de bas de page. (Marqué depuis juillet 2025)
- Son texte doit être wikifié : il ne correspond pas à la mise en forme Wikipédia (style, typographie, liens internes, liens entre les wikis, etc.). (Marqué depuis mars 2024)

- Archive Wikiwix
- Bing
- Cairn
- DuckDuckGo
- E. Universalis
- Gallica
- Google
- G. Books
- G. News
- G. Scholar
- Persée
- Qwant
- (zh) Baidu
- (ru) Yandex
- (wd) trouver des œuvres sur Wikidata

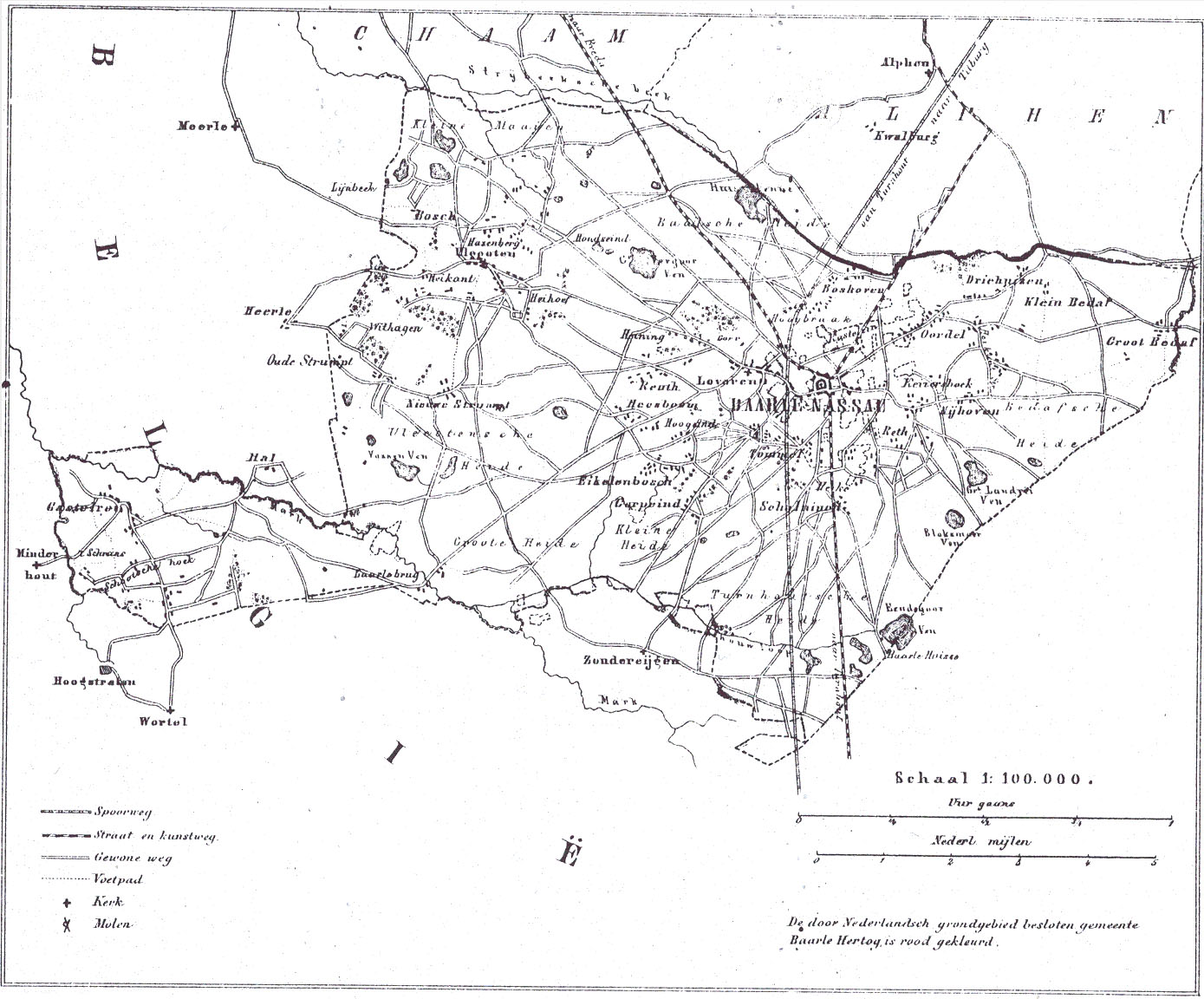
Baarle-Nassau en 1868.

Cet article traite de l’histoire des enclaves de Baerle. Baerle est un village des communes de Baarle-Nassau et Baarle-Hertog et est connu pour ses enclaves et exclaves. Le Baarle-Hertog belge se compose de vingt-deux enclaves. Quinze d'entre elles se trouvent à Baarle, une seizième enclave se trouve à Loveren. La Baarle-Nassau néerlandaise, quant à elle, compte sept enclaves au sein des enclaves belges.

## Origine des enclaves
À partir de 1190, Henri Ier était duc de Brabant. Il gouvernait le duché depuis Louvain, puis plus tard depuis Bruxelles. Pendant son règne sur le duché, plusieurs villes étaient en pleine croissance. Afin de maintenir de bonnes relations avec les villes émergentes, il accorda à de nombreuses villes des droits urbains. Au nord du Brabant, il fit même construire une ville à un point stratégique, qui deviendrait plus tard 's-Hertogenbosch. C'est ainsi qu'il acquit le surnom de Fondateur de villes.
Dirk VII de Hollande, comte de Hollande, voulait étendre son influence vers le sud. La baronnie de Bréda était l'une de ses premières options. Henri Ier de Brabant s'y opposait, car il ne voulait pas avoir un voisin puissant. Dans Godefroid II de Schoten, seigneur de Bréda, le duc vit un allié. Après des négociations astucieuses, Godefroid II de Schoten reconnut le droit de propriété du duc sur la baronnie de Bréda. En échange, Godefroid reçut des terres autour de Baarle en fief.
Des exceptions ont été faites pour certaines parcelles de terre. Soit elles étaient déjà en fief à d'autres, soit le duc les gardait pour lui car il pouvait percevoir des redevances sur les terres cultivées et habitées. C'est pourquoi ces morceaux sont restés sous le contrôle du duc ; les terres non cultivées sont tombées sous le contrôle de Bréda. Cet accord date de 1198. Les zones de Baarle qui relevaient encore de l'abbaye de Thorn sont devenues Baarle-sous-Thorn. Il s'agissait principalement de zones à Loveren.
C'est ainsi qu'on explique la présence d'une grande enclave et de plusieurs petites enclaves au centre de Baarle. Les enclaves plus éloignées sont dues à des fermes isolées ou à de petites parcelles cultivées.

## Duc Jean III de Brabant
En 1327, le duc Jean III de Brabant s'appropria la baronnie de Bréda (plus tard ainsi nommée). À cette époque, il était à la fois duc de Brabant et seigneur de la baronnie. Il aurait pu résoudre la question des enclaves, mais il ne le fit pas. Cependant, à cette époque, il accorda à Baarle-sous-Bréda sa propre échevinage.
En 1363, Baarle-Hertog est devenu une partie du Land van Turnhout, qui avait été donné en 1347 par Jan III de Brabant à sa fille Marie. C'est ainsi que des frontières ont été créées entre Baarle-Hertog et Baarle-sous-Bréda. Ces frontières deviendraient des frontières nationales en 1995.

## Dispute entre Baarle-sous-Bréda et Baarle-Hertog
Maintenant, Baarle était divisée en une partie sous le duc, une partie Baarle-sous-Thorn, et une partie sous Bréda. Pendant longtemps, il n'y a pas eu de problèmes remarquables, mais les véritables problèmes ont commencé vers 1400. Toutes les routes de Baarle étaient sous la juridiction du seigneur de Bréda. Les habitants de Baarle-sous-Bréda payaient annuellement une somme fixe au seigneur de Bréda pour pouvoir utiliser les routes et les landes. Ils étaient également responsables de l'entretien des routes. Les habitants de Baarle-Hertog ont commencé à utiliser illégalement les routes et les landes de Baarle-sous-Bréda. Ils ne contribuaient pas non plus à l'entretien des routes. Cela a irrité les habitants de Baarle-sous-Bréda, qui à partir de 1404 se sont appelés Engelbrecht Ier de Nassau-Siegen, seigneur de Bréda. Les habitants de Baarle-Nassau ont interdit l'accès aux routes aux habitants de Baarle-Hertog, ce qui a poussé Baarle-Hertog à interdire l'accès des habitants de Baarle-Nassau à l'église Saint-Remi fondée par Hilsondis. Les Nassauers ont alors décidé de construire leur propre église : la chapelle Saint-Sauveur près de Nijhoven. Ce n'est qu'en 1479 qu'Engelbrecht II de Nassau mit fin à cette dispute. Il accorda les mêmes droits à tous les habitants de Baarle, permettant ainsi aux habitants de Baarle-Hertog de se promener dans les rues de Baarle-Nassau. La condition était que chacun paie la même chose au seigneur de Bréda.

## Après la guerre de Quatre-Vingts Ans
En 1648, le traité de Münster a été signé, par lequel les Provinces-Unies ont été définitivement séparées de l'Espagne. Les Pays-Bas du Sud sont restés sous le règne espagnol. La frontière entre les Provinces-Unies et les Pays-Bas du Sud a été déterminée par la situation militaire de l'époque. Le Land van Turnhout était encore sous le régime espagnol, de même que Baarle-Hertog.
Peu après la paix de Münster, le prince Guillaume II d'Orange a revendiqué toutes les églises et les biens ecclésiastiques dans les Provinces-Unies. C'était également le cas de l'église de Baarle-Nassau, la chapelle Saint-Sauveur près de Nijhoven. Le 2 juillet 1648, l'église a été saisie et fermée. L'intérieur a été détruit. Une statue a été épargnée - de justesse. L'un des vandales a tenté d'attaquer la statue en bois du Christ crucifié avec une hache. Mais à la première frappe, il s'est blessé et n'a pas pu continuer à endommager la statue. La statue a ensuite été placée dans l'église Saint-Remi de Baarle-Hertog, où elle est toujours visible. À l'époque où une procession circulait encore à Baarle, cette statue a trouvé sa place. L'église était sous le patronage de l'abbaye de Thorn. Dans les années 1648-1798, elle a été reprise par le commandement de la ville de Diest.
Baarle-Nassau a fait partie des Pays-Bas jusqu'en 1810. En 1810, Napoléon Ier a ajouté le duché de Brabant à la France. Baarle-Hertog et Baarle-Nassau ont été réunies. Mais après la chute de Napoléon en 1813, la frontière entre la Belgique et les Pays-Bas a été établie à peu près comme elle est aujourd'hui.